# Zraniona miłość
Zraniona miłość (tur. Vatanım Sensin, dosłownie Jesteś Moją Ojczyzną) – turecki serial obyczajowy wyprodukowany przez wytwórnię O3 Production. W rolach głównych występują Halit Ergenç i Bergüzar Gökçe Korel.
Premiera serialu odbyła się w Turcji 27 października 2016 na antenie Kanal D, zaś zakończenie miało miejsce 7 czerwca 2018. W Polsce emitowana była pierwsza seria od 4 maja 2017 do 20 września 2017 na kanale TVP1.

## Monolog wprowadzający
Wygłoszony w czasie pierwszej sceny serialu (szturmu armii osmańskiej na greckie okopy) przez dowódcę 21 Pułku Piechoty majora Cevdeta:

Ojczyzna... Ziemia, którą armatnie kule rozniosły w pył... Umierający chłopcy... Ojczyzna... Jak matka, której łzy płyną podczas modlitwy za jej dzieci... Ojczyzna... Ta o którą drżysz jak o własne dziecko... Ojczyzna... Kochasz ją jak kobietę, która tuli się do Twojego ramienia... Ojczyzna...

## Fabuła
Akcja pierwszej serii rozpoczyna się podczas I wojny bałkańskiej (7–8 listopada 1912 – kapitulacja Salonik), zaś główny wątek pierwszej serii mieści się między 13 maja 1919 (na dwa dni przed rozpoczęciem okupacji Izmiru przez Greków) a 23 kwietnia 1920 (otwarcie Wielkiego Zgromadzenia Narodowego Turcji) w trakcie wojny o niepodległość Turcji. Major osmańskiej armii Cevdet to wielki patriota, który powraca po zwycięstwie z grecką armią do domu w Salonikach. Po przybyciu na miejsce witany jest przez przyjaciela Tevfika, żonę, matkę i dzieci. Następnego dnia Cevdet dowiaduje się, że grecka armia niebawem dotrze do Salonik. Nagłe wezwanie majora na front i następujące po tym wydarzenia doprowadzą do rozpadu rodziny...
Druga seria dzieje się pomiędzy zawarciem traktatu pokojowego w Sèvres (10 sierpnia 1920) a zakończeniem wojny grecko-tureckiej we wrześniu 1922 r. Ukazana jest tam służba Cevdeta w greckiej armii u boku generała Filiposa, sytuacja jego rodziny oraz bliskich dla Cevdeta szpiegów podczas trwania konfliktu pomiędzy tymi narodami.

## Nawiązania historyczne
Inspiracją do stworzenia serialu była prawdziwa historia działającej w Izmirze, podczas greckiej okupacji, siatki wywiadowczej kemalistycznych Sił Narodowych. Kierował nią kpt. Mustafa Mümin Efendi, były oficer armii osmańskiej znany ze swojego patriotyzmu. Wykorzystując swoje rodzinne koligacje oraz kochankę zdołał nawiązać dobre stosunki z greckimi oficerami, od których pozyskiwał cenne dla Turków informacje o planach przeciwnika. Przez swoje dobre stosunki z Grekami rodacy traktowali Mümina Efendi jak zdrajcę.

## Obsada
- Halit Ergenç – Cevdet
- Bergüzar Gökçe Korel – Azize
- Onur Saylak – Tevfik
- Şebnem Hassanisoughi – Eftelya
- Celile Toyon – Hasibe
- Miray Daner – Hilal
- Pınar Deniz – Yıldız
- Kubilay Aka – Ali Kemal
- Mert Denizmen – Yinon Steiner
- Aslı Omağ – Marika
- Hakan Salınmış – Eşref
- Yasemin Szawlowski – Eleni
- Boran Kuzum – Leon Papadopoulos
- Baki Davrak – Vasili Papadopoulos
- Senan Kara – Veronica Papadopoulos
- Emre Şen – Hacimihalis
- Ahmet Tansu Taşanlar – Hasan
- Can Kolukısa – Christo
- Turgut Tunçalp – Hasan
- Genco Özak – Mehmet
- Fatih Artman – Yakup
- Ahmet Uğur Say – Lütfü
- Selma Ergeç – Halide Edip
- Okan Yalabık – Charles Hamilton
- Levent Can – Filipos
- Ufuk Bayraktar – Dağıstanlı
- Berker Güven – Aleksi

## Bohaterowie
- Turcy:
  - Cevdet Bej (ur. 22 października 1879 w Salonikach) – syn Hasibe i poległego w boju starszego kapitana Abbasa Efendiego (syna Osmana Efendiego, który zginął na Krymie). Mąż Azize, ojciec Yildiz i Hilal oraz przybrany ojciec Alego Kemala. Absolwent salonickiej szkoły wojennej, weteran walk z albańskimi powstańcami, Grekami oraz Włochami, major armii osmańskiej, patriota. W 1912 dowódca 21 pułku piechoty, kiedy wojna doszła do jego rodzinnego miasta, ciężko raniony przez Tevfika trafił do greckiego obozu dla jeńców wojennych. W 1918 odnalazł go poznany przed sześcioma laty w Salonikach Eszref Pasza i wykreował jako zdrajcę ojczyzny (w celu przeniknięcia w szeregi Greków). 15 maja 1919 Cevdet przybył wraz z wojskami okupacyjnymi do Izmiru jako pułkownik greckiej armii co spotkało się z potępieniem i odrzuceniem przez rodzinę. W późniejszym czasie wiąże się z Siłami Narodowymi Mustafy Kemala Paszy za sprawą kapitana Yakupa, w greckiej armii osiąga rangę generalską, zaś w Siłach Narodowych pułkownika. Jego największą słabością jest rodzina, która wielokrotnie staje na jego drodze. Postać Cevdeta jest inspirowana historyczną postacią Mustafy Mümina Aksoya, który na rozkaz Mustafy Kemala udaje zdrajcę przenikając do greckiego sztabu w Izmirze.
  - Siostra Azize (ur. ok. 1882 w Salonikach) – żona Cevdeta, matka Yildiz i Hilal oraz przybrana matka Alego Kemala. Po śmierci Cevdeta wyjechała wraz z dziećmi i teściową do Izmiru na przedśmiertne polecenie męża. Kiedy po 7 latach jej mąż powrócił jako grecki pułkownik nie pogodziła się z tym odrzucając ukochanego. Angażuje się społecznie i politycznie stając się głosem kobiet Izmiru. Pozostaje pod silnym wpływem Tevfika widząc w nim szczerego patriotę, bohatera wojennego oraz najlepszego przyjaciela męża, którego „pochowała” w Salonikach.
  - Tevfik Bej/Pasza – pochodzący z Salonik komendant osmańskiej żandarmerii w Izmirze w stopniu pułkownika. Przed laty najlepszy przyjaciel Cevdeta, którego potajemnie zdradził w Salonikach w 1912. Jego głównym celem jest przeżyć i wyjść zwycięsko toteż w czasie I wojny bałkańskiej wraz z dowódcą dywizji posuwają się do zdrady sprzedając miasto Grekom. W Izmirze jednocześnie utrzymuje romans z grecką śpiewaczką Eftalyą oraz zaleca się do Azize. Przywłaszczył niemiecką broń ukrytą przez Turków szykujących się do powstania przeciw okupantowi jako polisę na życie. W późniejszym okresie powiązany z brytyjskim szpiegiem, członkiem komisji państw ententy Williamem Charlsem Hamilltonem, który załatwia mu przez znajdujący się pod brytyjską kontrolą rząd sułtański w Stambule awans na generała majora.
  - Ali Kemal (Dimitros Papadopoulus) – pierworodny syn Veroniki i Vasilija, po spaleniu rodzinnej wioski przez starszego kapitana Eszrefa jako niemowlę odnalazł go przybywający przypadkiem do wsi Cevdet. Razem z Azize zajął się jego wychowaniem nadając mu imiona swojego zmarłego w dzieciństwie brata. Ali Kemal dowiaduje się o tym, że został przygarnięty kiedy Grecy zdobywają Saloniki jednak nie poznaje prawdy o losach rodziców. W Izmirze większość czasu spędza w tawernie na piciu i bójkach, cierpi z nieodwzajemnianej miłości do starszej z przybranych sióstr, Yildiz. Ustatkowuje się stopniowo rozpoczynając pracę u Steinera, przejmując tawernę oraz wstępując w szeregi lokalnego ruchu oporu. Nie zapomina jednak o Yildiz, jako jedyny z całej rodziny broni choć nie pochwala występków siostry. Jego zaginiona matka, Veronika, nigdy nie zapomniała o synu licząc, że jakimś cudem przeżył. Również Vasili tęskni za Dimitrim, co objawia się w chęci zemsty poprzez zniewolenie i gnębienie Turków.
  - Yildiz – starsza córka Azize i Cevdeta (pierworodne dziecko), jej imię z tureckiego oznacza gwiazdę i nadano je na cześć flagi państwa osmańskiego. Do rodzinnych tradycji patriotycznych podchodzi z rezerwą, niechęcią, niekiedy nawet z wrogością. Myśli tylko o sobie i swojej urodzie, odrzuca uczucia Alego Kemala, podrywa Leona. W końcu jednak jej stosunek do brata zmienia się, odwzajemnia jego miłość, a także zniechęca się do okupacji. Jako jedyna z całej rodziny nie traktuje ojca jak wroga i zdrajcę akceptując go w greckim mundurze.
  - Hilal – najmłodsze z dzieci Azize i Cevdeta, po jej urodzeniu ojciec wydał przyjęcie, na którym obecnych była większość mieszkańców Salonik. Jej imię z tureckiego oznacza półksiężyc i nadane zostało na cześć flagi imperium. Hilal po domniemanej śmierci ojca postanowiła pójść w jego ślady stając się gorącą turecką patriotką. Pod męskim imieniem Halit Ikbal pisze patriotyczne artykuły, które następnie wraz z przyjaciółmi drukuje i rozprowadza po Izmirze. Podobnie jak siostra zakochana w sobie, a także w ojczyźnie. Przez długi czas odrzucała miłość Leona do niej traktując chłopaka jak okupanta, ciemiężyciela narodu tureckiego, lecz w końcu ulega jego uczuciom.
  - Hasibe – wdowa po starszym kapitanie Abbasie, matka zmarłego w wieku 5 lat Alego Kemala oraz Cevdeta. Razem z mężem wychowała syna w duchu patriotyzmu czego skutkiem było pójście Cevdeta w ślady ojca i dziadka zapisując się do szkoły wojskowej i rozpoczęcie kariery oficerskiej. Podobnie jak Azize, Hilal i Ali Kemal nie akceptuje Cevdeta jako oficera greckiej armii, wyrzeka się go. Hasibe stanowi oparcie dla całej rodziny, potrafi pogodzić skłócone siostry, a synową traktuje jak rodzoną córkę.
  - Eszref Pasza (zm. wrzesień 1919) – były oficer armii osmańskiej w stopniu starszego kapitana. Organizator ruchu partyzanckiego w okolicy Izmiru. W 1912 uratował Cevdeta przed śmiercią wciągając go w niebezpieczną grę, której skutkiem (z powodu spóźnienia Cevdeta i nieoczekiwanego ruchu Tevfika) było znalezienie się majora w obozie jenieckim oraz siedmioletnie odcięcie od ukochanej rodziny. Odnalazł go poprzez jeńca sierżanta Iliasa, za którego pośrednictwem umieścił Cevdeta w greckiej armii. Początkowo sceptycznie nastawiony do planu Mustafy Kemala Paszy, tj. zjednoczenia pod jego dowództwem wszystkich oddziałów, Eszref kieruje się egoizmem, widząc w sobie jedynego prawowitego przywódcę ruchu oporu w tej części Anatolii. Ostatecznie jednak poddaje się pod komendę Mustafy Kemala Paszy. W przeszłości usunięty z osmańskiego wojska prawdopodobnie przez spalenie greckiej wioski pod koniec XIX wieku (w serialu mieszkał w niej Vasili z rodziną, a fakt domniemanej śmierci syna generała, Dimitra, przyczynił się do zmiany osobowości Papadopoulusa oraz jego nienawiści do Turków).
  - Binbir Surat (Człowiek bez twarzy) Yakup – kapitan Sił Narodowych, wysłany przez Mustafę Kemala do Izmiru w charakterze szpiega oraz śledzenia samowolnej walki Eszrefa Paszy. Zgodnie z poleceniem Kemala Paszy udaje mu się przeciągnąć na stronę Sił Narodowych Cevdeta. Obu oficerów połącza przyjaźń i braterstwo broni, Yakup zostaje łącznikiem Cevdeta z dowództwem. Także z jego rozkazu nawiązuje kontakt z komórką ruchu oporu dowodzoną przez Mehmeda obejmując nad nimi nadzór i komendę. W 1920 zostaje deputowanym do parlamentu tureckiego.
  - Mehmed – weteran spod Canakkale, brat zabitego przez Leona dziennikarza Hasana Tahsina. Mehmed przyjeżdża do Izmiru na wieść o śmierci brata i przysięga pomścić go walcząc z Grekami. Dołącza do współpracowników brata, Hilal oraz muzyków z tawerny, z którymi podporządkowuje się Siłom Narodowym.
  - Osman – muzyk z tawerny Hadżimichalisa, współpracownik Hasana Tahsina, przyjaciel Hilal, członek ruchu oporu.
  - Haydar (zm. 1919) – muzyk z tawerny Hadżimichalisa, współpracownik Hasana Tahsina, przyjaciel Hilal, członek ruchu oporu. Zginął zabity przez Stavrosa w czasie próby uratowania tureckiej flagi.
  - Lütfü – najmłodszy z muzyków z tawerny Hadżimichalisa, współpracownik Hasana Tahsina, przyjaciel Hilal. Początkowo odmawia wstąpienia do Armii Narodowej pod okiem Yakupa, chce kontynuować walkę bezkrwawą na odezwy patriotyczne Koniec końców. Uważany przez przyjaciół za tchórza, zyskuje ich uznanie kiedy torturowany przez Stavrosa milczy i kpi z okupantów, ostatecznie przystąpił do ruchu oporu.
  - Mustafa Sami (zm. 1919) – ordynator szpitala w Izmirze, krewny Eszrefa Paszy. Ogólnie szanowany przez mieszkańców Izmiru, członek ruchu oporu. Zgodnie z poleceniem wuja wbrew własnej woli zaręczył się z Yildiz, która wydała go greckiej armii.
  - Ölmez (Nieśmiertelny) Hasan – (zm. 1919) ukrywający się od dekady wyjęty spod prawa zbój. Tevfik próbuje dobić z nim targu, śmierć Cevdeta za broń. Jako pierwszy odkrył prawdziwą tożsamość szpiega. Po zamordowaniu przez Greków syna zamierza przystąpić do Eszrefa Paszy. Otruty przez Mustafę Samiego na rozkaz Eszrefa.
  - Mustafa Kemal Pasza (ur. 19 maja 1881 w Salonikach, zm. 10 listopada 1938 w Stambule) najważniejsza z postaci historycznych w serialu. W pierwszej serii nigdy nie została pokazana jego twarz (ujęcia obejmowały tylko ręce). Osmański generał major, a od 1920 turecki marszałek i pierwszy premier Turcji. Stworzył w Ankarze niezależne od podporządkowanego siłom ententy osmańskiego rządu i nic nieznaczącego sułtana Wielkie Zgromadzenie Narodowe Turcji – zalążek przyszłej Republiki Tureckiej, które kierowało walką o niepodległość. Kończył szkołę wojenną w Salonikach gdzie prawdopodobnie poznał Cevdeta (być może walczyli razem przeciwko Włochom w Libii w 1911). 29 października 1923 wybrany pierwszy Prezydentem Turcji. W 1934 parlament nadał mu nazwisko Atatürk (Ojciec Turków) zabraniając jednocześnie jego noszenia innym osobom. Pochowany w Anıtkabir w Ankarze.
  - Hasan Tahsin ps. „Osman Nevres” – (ur. 1888 w Salonikach, zm. 15 maja 1919 w Izmirze) – postać historyczna, dziennikarz. Redaguje gazetę patriotyczną w Izmirze, jest duchowym mentorem Hilal i muzyków z tawerny, wzorem do naśladowania. Zginął zastrzelony przez Leona w czasie nieudanej próby zamachu na Vasilija w dniu włączenia Izmiru do Grecji.
  - Kara Fatma (ur. 1888 w Erzurum, zm. 2 lipca 1955 w Stambule) – postać historyczna, wdowa po poległym na Kaukazie żołnierzu, pierwsza kobieta-żołnierz w historii tureckiej armii, kapral Sił Narodowych wysłana przez Mustafę Kemala do Izmiru jako eskorta Rizy Beja. Współpracowała z Cevdetem i Yakupem, zaprzyjaźniła się z Azize. 9 września 1922 dowodziła oddziałem, który jako pierwszy wszedł do Izmiru. Służbę zakończyła w stopniu nadporucznika, zmarła w domu pomocy społecznej.
  - Halide Edip (ur. 1884 w Stambule, zm. 9 stycznia 1964 tamże) postać historyczna, turecka pisarka, wysłana do Izmiru przez Mustafę Kemala w celu przeciągnięcie Eszrefa Paszy na stronę Sił Narodowych. Drugim powodem wizyty była chęć poznania Halita Ikbala. Dzięki staraniom muzyków z tawerny zaangażowała się w wiec sprzeciwu wobec egzekucji Hilal i Mehmeda.
  - Ihsan – starszy kapitan armii osmańskiej, prawa ręka Tevfika. Ihsan nie znając prawdziwej twarzy komendanta żandarmerii skrupulatnie wykonuje jego polecenia. Początkowo okazuje zadowolenie z ruchów Sił Narodowych jednak pozostaje wierny rozkazom Tevfika i Stambułu.
  - Ilias (zm. 30/31 października 1918) – osmański sierżant, jeniec wojenny. Opiekun Cevdeta w okresie załamania w obozie oraz posłaniec Eszrefa Paszy. Zastrzelony przez Cevdeta na własną prośbę (propdopodobnie rozkaz Eszrefa), co poskutkowało przyjęciem majora w szeregi Greków.
  - Nazim Bej (zm. 8 listopada 1912) – osmański pułkownik (w serialu przetłumaczony jako brygadier), w czasie I wojny bałkańskiej dowódca dywizji, w której skład wchodzi 23 Pułk Piechoty dowodzony przez Cevdeta. Razem z innymi wyższymi dowódcami osmańskimi podejmuje decyzje o sprzedaży Grekom Salonik, wśród realizatorów był Tevfik. Kazał uwięzić i zabić Cevdeta, gdyż sprzeciwił się rozkazowi wycofania z miasta. Zastrzelony przez Tevfika. W czasie uwięzienia w obozie jenieckim oraz służby w greckiej armii Nazim stał się dla Cevdeta symbolem zdrady, podłości i egozimu.

- Grecy:
  - Leonidas Papadopoulus (ur. 28 grudnia 1899 w Atenach) porucznik greckiej armii, młodsze z dzieci Veroniki i Vasilija. Początkowo Leon robi wszystko żeby przypodobać się swojemu ojcu, zostaje jego podkomendnym, stara się sumiennie wykonywać rozkazy surowego ojca. Oczytany, ambitny, podobnie jak Vasili popiera plany Nowej Grecji, jest sceptycznie nastawiony do Turków, flirtuje z Yildiz. Przechodzi wewnętrzną przemianę zakochując się w Hilal. Z nadambitnego, surowego oficera przemienia się we wrażliwego, czułego mężczyznę. Dla Hilal jest gotów do największych poświęceń, nawet porzucenia munduru i zdrady stanu.
  - Vasili Papadopoulus – (zm. wiosną 1920) grecki generał-porucznik, dowódca wojsk okupacyjnych w okręgu izmirskim. Jego nienawiść do Turków motywowana jest utratą pierworodnego syna. Przechodzi wówczas wewnętrzną przemianę, z kochającego męża i ojca przemienia się w nadambitnego, okrutnego, niesprawiedliwego człowieka, którego głównym celem jest unicestwienie Turków. Za najgorszego wroga uważa Eszrefa Paszę, który to napadł i spalił jego wieś. Vasili popiera palny utworzenia Wielkiej Grecji, wszystkie zwycięstwa i porażki przyjmuje osobiście. W 1912 uratował Cevdeta od śmierci szczerze współczując mu utraty rodziny oraz losy jaki zgotowali mu jego rodacy strzelając w plecy kiedy chciał ratować kraj. Kiedy major zabija Iliasa w obozie, Papadopoulus proponuje mu wstąpienie do greckiego wojska na co Cevdet, zgodnie z rozkazem Eszrefa przystaje. Generał mimo wszystko potrafi otoczyć ciepłem i uczuciami żonę i młodszego syna, Leona.
  - Veronika Papadopoulus – spokrewniona z greckim premierem Elefteriosem Wenizelosem, żona Vasilija, rodzona matka Alego Kemala (Dimitra) oraz Leona. Po utracie starszego syna popadła w rozpacz, obwiniając męża o jego śmierć. Przez lata czekała na jakąkolwiek szansę żeby je syn się odnalazł. W przeciwieństwie do Vasilija, który traktuje Leona jak podkomendnego otacza syna nadopiekuńczą miłością. Początkowo nienawidziła Turków, lecz po zetknięciu się z rodziną Cevdeta, a zwłaszcza zaprzyjaźniając się z Hasibe zmienia swoje nastawienie.
  - Filipos – generał greckiej armii, następca Vasilija na stanowisku dowódcy wojsk okupacyjnych w Izmirze.
  - Eftayla – (zm. 1919/20) córka Christo, śpiewaczka w tawernie Paradis Hadżimichalisa. Przyjaciółka i powierniczka Alego Kemala, kochanka Tevfika. Nie miesza się w politykę, jest łącznikiem świata tureckiego z greckim. Okłamywana i wykorzystana przez Tevfika w sprawie ukrycia broni. Później nieświadomie zwerbowana dla brytyjskiego wywiadu przez Hammiltona.
  - Stavros – (zm. 1919/20) pułkownik greckiej armii, sadysta. Znęca się na więźniami stosując tortury prądem. Od momentu przybycia do Izmiru podejrzewa Cevdeta o zdradę greckiej flagi i współpracę z Eszrefem Paszą. Próbuje wykorzystać Yildiz do rozbicia lokalnej siatki ruchu oporu.
  - Christo – (zm. 1919/20) ojciec Eftalyi, były pirat. Żyje w ukryciu od świata przez wydany na niego wyrok śmierci oraz chorobę psychiczną, której nabawił się po śmierci żony. Za cenę życia Eftalyi naprawia swój stary statek (nazwany imieniem córki), na którym Tevfik ukrył broń. W ataku szaleństwa dla bezpieczeństwa córki uciął sobie język.
  - Eleni – córka Mariki i Hadżimichalisa, pracownica butiku. Najlepsza przyjaciółka Yildiz, podkochuje się w Alim Kemalu.
  - Marika – żona Hadżimichalisa i matka Eleni. Przyjaciółka Hasibe i Azize.
  - Hadżimichalis – mąż Mariki i ojciec Eleni, właściciel tawerny. Jest dłużnikiem Sterinera, swoje nadzieje na ochronę przed lichwiarzem pokłada w Alim Kemalu, który przejmuje zyski.

- Pozostali:
  - William Charles Hamillton – Anglik, przedstawiciel komisji państw ententy w Izmirze, agent brytyjskiego wywiadu. Nienawidzi Turków, każde jego działanie ma prowadzić do zagłady lub skłócenia narodu. Powodem tego jest śmierć ojca, generała Williama Hamilltona w bitwie pod Canakkale (nawiązanie do generała Iana Hamiltona, jednego z dowódców Mediterranean Expeditionary Force, przeżył bitwę jednak klęska oznaczała koniec jego kariery). Werbuje do współpracy Tevfika. Podkochuje się w swojej ciężko chorej szwagierce Lucy.
  - Cesmi – Albańczyk, muzyk z tawerny Hadżimihalisa, współpracownik Hasana Tahsina, przyjaciel Hilal, członek ruchu oporu.
  - Lucy – szwagierka Hamilltona. Przyjeżdża do Izmiru w celach zdrowotnych, choruje na gruźlicę.
  - Yinon Steiner – żydowski lichwiarz, współpracownik Tevfika, pracodawca Alego Kemala, przez którego uciekł z miasta
  - Gürcü (Gruzin) Salih – (zm. 1919) kapitan Armii Narodowej, wysłany przez Mustafę Kemala do Izmiru w celu przejęcia broni dla Alego Fuata Paszy. Salih podaje się za rosyjskiego handlarz broni Iwana. Przez Steinera kontaktuje się z Tevfikiem, od którego stara się kupić broń. Prawdopodobnie dowiedział się o misji Cevdeta w greckim wojsku, gdyż dwukrotnie ratuje mu życie. Ginie zastrzelony przez Tevfika podczas próby przeciągnięcia Eszrefa Paszy na stronę kemalistów.

## Spis serii
| Seria | Liczba odcinków | Liczba odcinków | Premierowa emisja    | Premierowa emisja | Premierowa emisja | Premierowa emisja | Zakres odcinków | Zakres odcinków |
| Seria | Turcja          | Polska          | Rozpoczęcie          | Zakończenie       | Rozpoczęcie       | Zakończenie       | Oryginalnie     | Polska          |
| ----- | --------------- | --------------- | -------------------- | ----------------- | ----------------- | ----------------- | --------------- | --------------- |
| 1     | 31              | 90              | 27 października 2016 | 8 czerwca 2017    | 4 maja 2017       | 20 września 2017  | 1–31            | 1–90            |
| 2     | 28              | –               | 9 listopada 2017     | 7 czerwca 2018    | –                 | –                 | 32–59           | –               |

## Emisja w Polsce
W Polsce serial emitowany był od 4 maja do 20 września 2017 w TVP1 (pierwsza seria), początkowo w dni robocze o 18:40 (do 25 sierpnia 2017), później ok. 16:00 (od 28 sierpnia 2017 do końca emisji). Aktualnie powtarzany od poniedziałku do piątku o godzinie 10.05 w TVP3. Tekst w języku polskim opracowała Anna Mizrahi. Lektorem serialu był Marek Ciunel.

## Nagrody i nominacje
| Rok  | Nagroda           | Kategoria                 | Rezultat  |
| ---- | ----------------- | ------------------------- | --------- |
| 2019 | Produ Awards 2019 | Telenowela w języku obcym | Nominacja |